# Ichirō Ōkouchi
Ichirō Ōkouchi (大河内 一楼?, Ōkouchi Ichirō; 28 marzo 1968) è uno sceneggiatore giapponese. È uno dei più noti sceneggiatori di anime contemporanei, conosciuto per aver scritto, tra gli altri, Code Geass e Guilty Crown.

## Opere

### Serie animate
| titolo                                     | mansione                      | anno      |
| ------------------------------------------ | ----------------------------- | --------- |
| Turn A Gundam                              | scrittore                     | 1999      |
| Angelic Layer                              | sceneggiatore                 | 2001      |
| Project ARMS                               | sceneggiatore dell'episodio   | 2001      |
| RahXephon                                  | scrittore episodi 6,7 e 23    | 2002      |
| Azumanga daiō                              | scrittore                     | 2002      |
| Overman King Gainer                        | scrittore                     | 2002-2003 |
| Wolf's Rain                                | sceneggiatore dell'episodio   | 2003      |
| Uchū no Stellvia                           | sceneggiatore dell'episodio   | 2003      |
| PlanteEs                                   | sceneggiatore                 | 2003-2004 |
| Negima                                     | sceneggiatore                 | 2005      |
| Eureka Seven                               | sceneggiatore                 | 2005      |
| Brave Story                                | sceneggiatore                 | 2006      |
| Code Geass: Lelouch of the Rebellion       | scrittore, sceneggiatore      | 2006-2007 |
| Code Geass: Lelouch of the Rebellion R2    | scrittore, sceneggiatore      | 2008      |
| Shigofumi: Stories of Last Letter          | sceneggiatore                 | 2008      |
| Guilty Crown                               | scrittore, sceneggiatore      | 2011      |
| Magic Tree House                           | sceneggiatore                 | 2011      |
| Berserk - L'epoca d'oro                    | sceneggiatore                 | 2012      |
| Kakumeiki Valvrave                         | sceneggiatore                 | 2013      |
| M3: The Dark Metal                         | sceneggiatore dell'episodio   | 2014      |
| Space Dandy                                | sceneggiatore dell'episodio 5 | 2014      |
| Black Butler                               | sceneggiatore                 | 2014      |
| Comet Lucifer                              | sceneggiatore dell'episodio   | 2015      |
| Heavy Object                               | sceneggiatore dell'episodio   | 2015-2016 |
| Kabaneri of the Iron Fortress              | sceneggiatore                 | 2016      |
| Princess Principal                         | sceneggiatore                 | 2017      |
| Devilman Crybaby                           | sceneggiatore                 | 2018      |
| Lupin III - Ritorno alle origini           | sceneggiatore                 | 2018      |
| SK8 The Infinity                           | sceneggiatore                 | 2021      |
| Lupin Zero                                 | sceneggiatore                 | 2022-2023 |
| Mobile Suit Gundam: The Witch from Mercury | sceneggiatore                 | 2022-2023 |
| Spy x Family                               | sceneggiatore stagione 2      | 2023      |
| Kaiju No.8                                 | sceneggiatore                 | 2024      |
| Goldrake U                                 | sceneggiatore                 | 2024      |

### Film d'animazione
| titolo                                   | mansione                    | anno      |
| ---------------------------------------- | --------------------------- | --------- |
| Brave Story                              | sceneggiatore               | 2006      |
| Magic Tree House                         | sceneggiatore               | 2011      |
| Trilogia Berserk - L'epoca d'oro         | sceneggiatore               | 2012-2013 |
| Code Geass: Lelouch of the Re;surrection | sceneggiatore               | 2019      |
| Seven Days War                           | sceneggiatore               | 2019      |
| Fuse Teppō Musume no Torimonochō         | sceneggiatore               | 2019      |
| Ai no Utagoe o Kikasete                  | sceneggiatore               | 2021      |
| Spy × Family - Code: White               | sceneggiatore               | 2023      |
| Code Geass: Rozè of the Recapture        | scrittore, storia originale | 2024      |

### Romanzi
- Shōjo Kakumei Utena 1: Ao no Sōjo (1998)
- Shōjo Kakumei Utena 2: Midori no Omoi (1998)
- Kidō senkan Nadesico: Ruri no Kōkai Nisshi (1998)
- Kidō senkan Nadesico: Channel ha Ruriruri De (1998)
- Kidō senkan Nadesico: Ruri A Kara B he no Monogatari (1999)
- Kidō senshi Gundam: Dai 08 MS shotai (1999)
- Akihabara dennō gumi: Tsubame Hatsu Taiken!? Club Katsudō Sentō Chū (1999)
- Starbows (2001)
- Chitchana Yukitsukai Shugā (2002)

### Altri lavori
- Inuyasha: The Secret of the Cursed Mask (sceneggiatura; 2004) (videogioco)
- Code Geass: Oz the Reflection (Sceneggiatura; 2012-2016) (manga)
- Kidō senshi Gundam: Dai 08 MS shotai - Battle in three dimensions (sceneggiatura; 2013) (OAV)